# Clayton (Alabama)
Clayton ist ein Ort in Alabama, USA und der Verwaltungssitz (County Seat) des Barbour Countys seit 1832. Die Gesamtfläche des Ortes beträgt 14,1 km². 2020 hatte Clayton 2265 Einwohner. Die Stadt ist der Geburtsort von George William Andrews, einem Politiker, der den Bundesstaat Alabama im US-Repräsentantenhaus vertrat.

## Demographie
Bei der Volkszählung aus dem Jahr 2000 hatte Clayton 1475 Einwohner, die sich auf 593 Haushalte und 393 Familien verteilten. Die Bevölkerungsdichte betrug somit 104,5 Einwohner/km². 69,33 % der Bevölkerung waren afroamerikanisch, 34,85 % weiß. In 30,9 % der Haushalte lebten Kinder unter 18 Jahren. Das Durchschnittseinkommen betrug 18750 US-Dollar pro Haushalt, wobei 31,8 % der Bevölkerung unterhalb der Armutsgrenze lebten.

## Geschichte
Vier Bauwerke in Clayton sind im National Register of Historic Places (NRHP) eingetragen (Stand 3. Juli 2019). Eines von ihnen, das Henry D. Clayton House, hat den Status einer National Historic Landmark.

## Persönlichkeiten
- Ariosto A. Wiley (1848–1908), Rechtsanwalt und Politiker
- Henry De Lamar Clayton, Jr. (1857–1929), Jurist und Politiker
- Bertram Tracy Clayton (1862–1918), Offizier und Politiker
- Mildred Adair (1895–1943), Pianistin, Organistin, Musikpädagogin und Komponistin
- Ann Lowe (1898–1981), Modedesignerin
- George William Andrews (1906–1971), Politiker